# Taraka (bướm)
Taraka là một chi bướm ngày thuộc họ Lycaenidae.

## Các loài
- Taraka formosana
- Taraka hamada
- Taraka hantu
- Taraka interposita
- Taraka isona
- Taraka jezoensis
- Taraka mahanetra
- Taraka martini
- Taraka mendesia
- Taraka nivata
- Taraka thalaba